# MCipollini
La MCipollini è un marchio di biciclette, fondato nel 2010 a Bonferraro di Sorgà (VR) dalla Diamant srl, già produttrice di abbigliamento sportivo e scarpe da ciclismo con i marchi Alè e DMT. Le biciclette sono prodotte in collaborazione con Mario Cipollini.
Dal 2011 al 2021, la MCipollini ha equipaggiato e sponsorizzato il team Alè Cipollini nel ciclismo femminile, mentre in campo maschile ha fornito il team UCI ProTeams della Bardiani-CSF-Faizanè dal 2013 al 2018 e nel biennio 2021-2022.